# Lion-en-Sullias
Lion-en-Sullias är en kommun i departementet Loiret i regionen Centre-Val de Loire strax norr Frankrikes mitt. Kommunen ligger i kantonen Sully-sur-Loire som tillhör arrondissementet Orléans. År 2022 hade Lion-en-Sullias 386 invånare.

## Befolkningsutveckling
Antalet invånare i kommunen Lion-en-Sullias
| Referens: INSEE |